# اولانژ
شهر اولانژ (به فرانسوی: Havelange) در شهرستان دینان (بلژیک) در استان نمور در منطقه فدرال والوون در کشور بلژیک واقع شده‌است.